# Trachischium fuscum
Espèce
Synonymes
- Calamaria fusca Blyth, 1854
- Calamaria obscurostriata Blyth, 1854
- Trachischium rugosum Ünthern, 1858
- Ablabes gilgiticus Annandale, 1905
- Eminophis lineolata Werner, 1924

Trachischium fuscum est une espèce de serpents de la famille des Natricidae.

## Répartition
Cette espèce se rencontre au Népal et en Inde, au Jammu-et-Cachemire, au Sikkim et en Assam.

## Publication originale
- Blyth, 1855 "1854" : Notices and descriptions of various reptiles, new or little known. Journal of the Asiatic Society of Bengal, vol. 23, p. 287-302 (texte intégral).